# 코믹스투데이
코믹스투데이는 대한민국의 인터넷 만화 서비스 사이트였다. 2000년 7월에 서비스를 시작하였으며, 2001년 4월에 모든 만화 서비스를 유료로 전환하였다.
이후 사이트 운영이 악화되어, 작가들에게 원고료가 제대로 지급되지 않는 문제가 벌어졌고, 이에 대응하여 만화가들이 파업을 벌이거나 절필 선언을 하는 일이 벌어지기도 하였다.
2004년 1월, 코믹플러스를 운영하는 NJOY365에서 코믹스투데이를 인수하였다.